# Eremodipus lichtensteini
Eremodipus lichtensteini là một loài động vật có vú trong họ Dipodidae, bộ Gặm nhấm. Loài này được Vinogradov mô tả năm 1927. Chúng phân bố ở Kazakhstan, Turkmenistan, và Uzbekistan.